# Вади-Хальфа
Ва́ди-Ха́льфа (араб. وادي حلفا‎ англ. Wadi Halfa) — город в северном Судане, на правом берегу реки Нил, у озера Насер, 10 километров ниже 2-го нильского порога, рядом с границей Египта.
Первоначальный город, имевший это название, был затоплен водами водохранилища, нынешний город был построен на расстоянии 2 километров от озера. Население Вади-Хальфы насчитывает около 15 000 жителей. Город преимущественно с одноэтажной индивидуальной застройкой.
Вади-Хальфа является узлом пассажирского и товарного транспорта страны. Город является конечной станцией железнодорожной линии, соединяющей город со столицей — Хартумом. Через Вади-Хальфу проходит трансафриканское Шоссе Каир-Кейптаун. Паромная линия по озеру Насер связывает Вади-Хальфу с египетским городом Асуан и музейным Абу-Симбелом. Аэродром с грунтовой взлётной полосой в настоящее время не функционирует.

## Климат
| Показатель                    | Янв. | Фев. | Март | Апр. | Май  | Июнь | Июль | Авг. | Сен. | Окт. | Нояб. | Дек. | Год  |
| ----------------------------- | ---- | ---- | ---- | ---- | ---- | ---- | ---- | ---- | ---- | ---- | ----- | ---- | ---- |
| Средний суточный максимум, °C | 23,3 | 25,7 | 30,5 | 36,1 | 39,6 | 41,1 | 40,7 | 40,1 | 39,2 | 36,1 | 29,2  | 24,8 | 33,9 |
| Средняя температура, °C       | 16,4 | 18,1 | 22,5 | 27,7 | 31,5 | 33,1 | 32,8 | 32,5 | 31,8 | 28,8 | 22,5  | 18,1 | 26,3 |
| Средний суточный минимум, °C  | 9,5  | 10,5 | 14,6 | 19,4 | 23,3 | 25,0 | 24,9 | 24,9 | 24,4 | 21,5 | 15,7  | 11,3 | 18,7 |
| Норма осадков, мм             | 0,1  | 0,0  | 0,0  | 0,0  | 0,0  | 0,0  | 0,0  | 0,5  | 0,1  | 0,0  | 0,0   | 0,0  | 0,7  |
| Источник:                     |      |      |      |      |      |      |      |      |      |      |       |      |      |